# Diamond Hill (kulle i Antarktis)
Diamond Hill är en kulle i Antarktis. Den ligger i Östantarktis. Australien gör anspråk på området. Toppen på Diamond Hill är 1 330 meter över havet, eller 725 meter över den omgivande terrängen. Bredden vid basen är 8,3 km.
Terrängen runt Diamond Hill är huvudsakligen kuperad, men åt nordost är den bergig. Trakten är obefolkad. Det finns inga samhällen i närheten. 